# Honnashettyhalli, Channarayapatna
Honnashettyhalli là một làng thuộc tehsil Channarayapatna, huyện Hassan, bang Karnataka, Ấn Độ.